# Petr Novotný (1966)
Petr Novotný (* 6. března 1966) je bývalý český fotbalista, záložník.

## Fotbalová kariéra
V československé hrál za Spartak Hradec Králové. Nastoupil v 1 ligovém utkání. V nižších soutěžích hrál i za TJ Náchod a Jiskru Česká Skalice.

## Ligová bilance
| Ročník                                   | Zápasy | Góly | Klub                   |
| ---------------------------------------- | ------ | ---- | ---------------------- |
| Česká národní fotbalová liga 1984/85     | 11     | 0    | Spartak Hradec Králové |
| 1. československá fotbalová liga 1991/92 | 1      | 0    | Spartak Hradec Králové |
| CELKEM 1. liga                           | 1      | 0    |                        |